# Zimmer 483
Albums de Tokio Hotel
Schrei
(2005) Zimmer 483 - Live in Europe
(2007)
Singles
Zimmer 483 est le deuxième album du groupe Tokio Hotel, sorti le 01 janvier 2007.

## Titres des morceaux
1. In die Nacht (Dans la nuit) (piste cachée)
2. Übers Ende der Welt (Après la fin du monde)
3. Totgeliebt (Aimé à mort)
4. Spring nicht (Ne saute pas)
5. Heilig (Sacré)
6. Wo sind eure Hände (Où sont vos mains)
7. Stich ins Glück (Piqûre de bonheur)
8. Ich brech aus (Je me casse)
9. Reden (Parler)
10. Nach dir kommt nichts (Il n'y aura rien après toi)
11. Wir sterben niemals aus (Nous ne nous disparaîtrons jamais)
12. Vergessene Kinder (Enfants de l'oubli)
13. An deiner Seite (Ich bin da) (À tes côtés, je suis là)
14. Monsoon (Durch den Monsun) (À travers la mousson)
15. Ready, set, go (Übers ende der Welt) (À vos marques, prêts, partez)
16. 1000 Meere (Mille mers)

## Origine du nom de l'album
En Allemand « zimmer » signifie « chambre ». Et 483 est le numéro d'une chambre. Tokio Hotel a décidé d'appeler « Zimmer 483 » leur album car cela leur rappelle des souvenirs de leurs vacances en Espagne. La « zimmer 483 » est la chambre où la quasi-totalité des chansons ont été écrites et composées.

## Chronologie des singles
1. Le single Übers Ende der Welt est sorti le 26 janvier 2007 en Allemagne, Autriche et Suisse.
2. Le single Spring nicht est sorti le 7 avril 2007 en Allemagne, avec trois éditions différentes.
3. Le single An deiner Seite (Ich bin da) est sorti le 16 novembre en Allemagne en 3 éditions.
4. Le single Heilig est sorti en France et en Italie le 28 avril 2008.